# Жаныбеков, Шангерей Жаныбекович
Шангерей Жаныбекович Жаныбеков (15 июня 1924 — 12 августа 2024, Алматы) — советский хозяйственный, общественный и государственный деятель, народный депутат СССР.

## Биография
Родился 15 июня 1924 года в бывшем ауле № 24 (Карпык ауылы), на берегу озера Жаугашты, которое ныне находится на территории Красноармейского сельского округа Денисовского района Костанайской области. Происходит из рода Кыпшак Среднего жуза.
Его отец, Бекмухамедов Жаныбек Салыкович, умер в 1935 году, а мать Зайтуна Мусабаевна скончалась в 1938 году. В связи с этим в дальнейшем он воспитывался в семье своих родственников Амантаева Байтыгуля и Абдибекова Сеита. После окончания Кустанайского медицинского училища в сентябре 1942 года был призван в ряды Советской армии. Будучи военфельдшером и комсоргом 3 дивизиона 1301 Пушечно-артиллерийского полка 61 Пушечно-артиллерийской бригады 16 артиллерийской дивизии Резерва Главного командования, с мая 1943 года в течение двух лет находился на Брянском, Степном и Втором Украинском фронтах. Участвовал в освобождении Белгорода, Харькова, Полтавы, Кременчуга, Кировограда, в Корсунь-Шевченковской и Ясско-Кишиневской операциях, в боевых действиях против немецко-фашистских войск на территории Румынии, Венгрии, Чехословакии и Австрии.
После увольнения в запас с октября 1947 года работал заведующим отделом здравоохранения Кустанайского райсовета депутатов трудящихся. В сентябре 1949 года был утверждён инструктором административного отдела Кустанайского обкома КП Казахстана. С сентября 1952 года в течение трёх лет был заместителем заведующего отделом партийных, профсоюзных и комсомольских органов. С сентября 1955 года по август 1958 года учился в Высшей партийной школе при ЦК КПСС и получил высшее образование. Затем около 7 месяцев работал инструктором сельскохозяйственного отдела Кустанайского обкома партии. В марте 1959 года Ш. Ж. Жаныбеков был избран вторым секретарём Рудненского горкома КП Казахстана, а в марте 1963 года — председателем Рудненского горисполкома. В октябре 1963 года он был выдвинут первым секретарём Кустанайского горкома, а в марте 1975 года — вторым секретарём Кустанайского обкома партии.
В мае 1976 года Ш. Ж. Жаныбеков был назначен Заместителем Председателя Совета Министров Казахской ССР, где занимался проблемами дальнейшего развития культуры, народного образования, здравоохранения, социального обеспечения, издательской деятельности, средств массовой информации и спортивного движения, вопросами творческих союзов и других общественных организаций. От этой должности был освобождён 21 января 1985 года в связи с уходом на пенсию по возрасту.
Будучи на пенсии, с августа 1985 года по декабрь 1993 года он возглавлял Республиканское общество по культурным связям с казахами за рубежом (общество «Казахстан»). С марта 1987 года по март 1990 года был Председателем Казахского республиканского Совета ветеранов войны и труда, а затем до марта 2001 года был членом Президиума этого Совета. С 1995 по 1998 год состоял членом Ассамблеи народов Казахстана. Во главе различных делегаций республики он посетил Монголию, Алжир, Австрию, Филиппины, Ирак, Афганистан, Вьетнам, Иран и в качестве члена делегации — Чехословакию.
Скончался 12 августа 2024 года в Алматы в возрасте 100 лет.

## Политическая деятельность
Ш. Ж. Жаныбеков был членом КПСС с мая 1944 года и выбыл из неё в 1991 году в связи с роспуском партии. Неоднократно избирался в состав партийных и советских органов городов Рудного и Кустаная, Кустанайской области и бывшего Целинного края. На XIII, XIV и XV съездах Компартии Казахстана избирался членом её ЦК, был депутатом Верховного Совета Казахской ССР VII, VIII, IX и X созывов (с 1967 по 1985 г.г.), а в 1989 году стал Народным депутатом СССР, с 1990 года состоял членом Совета Национальностей Верховного Совета СССР.

## Награды
Награждён орденами Октябрьской революции, Отечественной войны II степени, четырьмя орденами Трудового Красного Знамени, орденом Дружбы народов, двумя медалями «За отвагу» и другими медалями Советского Союза, Республики Казахстан и Чехословацкой медалью «За активное участие в антифашистской борьбе».
В 1995 году в связи с 50-летием Победы в Великой Отечественной войне Указом Президента Республики Казахстан Ш. Ж. Жаныбеков награждён орденом «Парасат», а Приказом Министра обороны Республики ему присвоено воинское звание полковника.
Ш. Ж. Жаныбеков имеет две почётные грамоты Верховного Совета Казахской ССР, является почётным гражданином города Костаная и города Рудного, а так же почётным гражданином Костанайской области.
Его супруга Кабиева Бартай Хамитовна — заслуженный учитель Республики, в настоящее время находится на пенсии. У них четверо детей и восемь внуков.
Перечень наград:
- Орден Октябрьской Революции
- Орден Отечественной войны II степени
- 4 Ордена Трудового Красного Знамени
- Орден Дружбы Народов
- 2 медали За отвагу
- Орден Парасат
- Орден Курмет
- Орден Барыс 1 степени (2024)[2]
- 2 Почётные грамоты Верховного Совета Казахской ССР
- Медали СССР и Казахстана, а также ордена и медали иностранных государств.
- Чехословацкая медаль «За активное участие в антифашистской борьбе»
- Почётный Гражданин города Костанай
- Почётный Гражданин города Рудный
- Почётные Гражданин Костанайской области
- Почётный Гражданин города Алматы (2017) и др.